# Alberto Guglielmotti
Alberto Guglielmotti (Taufname Francesco) (* 3. Februar 1812 in Civitavecchia; † 31. Oktober 1893 in Rom)  war ein italienischer Dominikaner und Marinehistoriker.

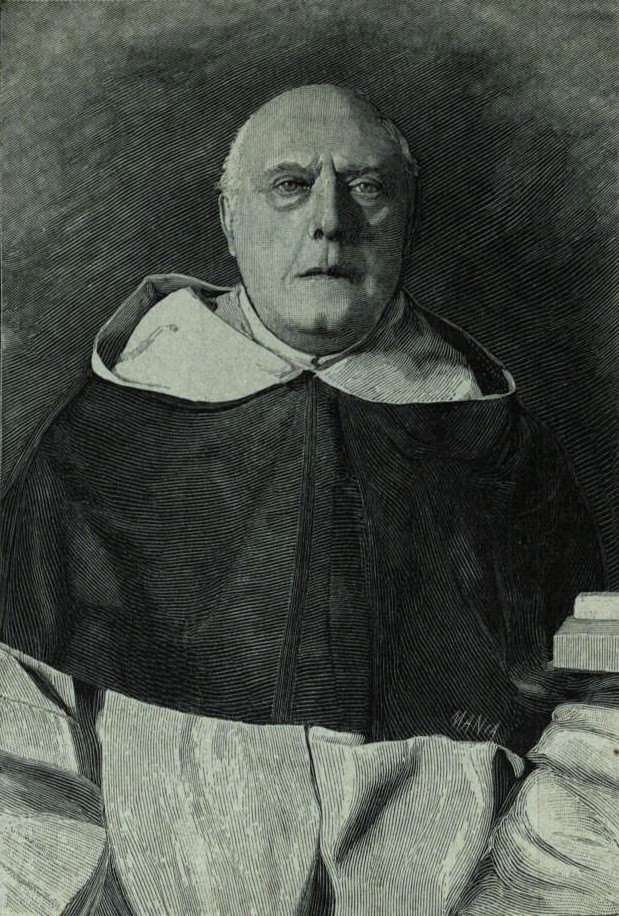
Alberto Guglielmotti

## Leben
Guglielmotti wurde 1827, bereits mit 15 Jahren, Dominikaner. In den Jahren danach beschäftigte er sich mit Theologie, Philosophie, Literatur, Mathematik und Astronomie. Sein Hauptaugenmerk galt jedoch der Flotte des Kirchenstaats und den Türkenkriegen. Über die Flotte des Papstes schrieb er ein mehrbändiges Werk, in dem besonders der Kampf gegen  Sarazenen und nordafrikanische Piraten, Marcantonio Colonna, die Schlacht von Lepanto und der Schiffbau eine herausragende Rolle spielen. Von 1850 bis 1859 war er Bibliothekar der Biblioteca Casanatense; danach wurde er Prior von Santa Maria sopra Minerva und Provinzial.
1863 begab er sich auf Reisen, um für die Marinegeschichte wichtige Orte wie Lepanto, Konstantinopel, Rhodos oder Malta persönlich kennenzulernen. In sechs Heften hielt er seine Eindrücke in seinem Reisetagebuch (Giornale di viaggio) fest.
Besondere Bedeutung erlangte auch sein Nachschlagewerk für Seefahrer, das von der Accademia della Crusca, die ihn 1871 als Mitglied aufnahm, als sprachlich maßgebend anerkannt wurde.
Seine Heimatstadt Civitavecchia (ehemals Kriegshafen der päpstlichen Flotte) errichtete ihm in der Via Garibaldi ein Denkmal. Die Königliche Italienische Marine benannte im Ersten Weltkrieg ein U-Boot der Pacinotti-Klasse nach ihm, das ebenso verloren ging, wie das gleichnamige Boot der Brin-Klasse im Zweiten Weltkrieg.